# Ingvar Kjörck
Karl Gustaf Ingvar Kjörck, med signaturen "INK", född 2 augusti 1922 i Lidköping, död där 3 maj 2004, var en svensk journalist och författare.
Kjörck arbetade i många år som journalist på Göteborgs-Posten, Han blev uppmärksammad för sina skildringar av historia och folkliv i Västergötland, bland annat dokumentation av dansbanor i Skaraborg. Han har också verkat för att den skaraborgska berättartraditionen ska föras vidare. Många av hans böcker är illustrerade av Stig Gitse.

## Utmärkelser
- 1993 – Västergötlands Fornminnesförenings förtjänstmedalj "För trogen vård av fädrens minne".[3]
- 2000 – Lantbrukarnas riksförbunds kulturstipendium för Skaraborg för att tillsammans med Arnold Josefsson kartlagt och dokumenterat dansbanorna i Skaraborg.[2]